# ساتوشی یوشیوکا
ساتوشی یوشیوکا (انگلیسی: Satoshi Yoshioka؛ زادهٔ ۶ ژوئیهٔ ۱۹۸۷) بازیکن فوتبال اهل ژاپن است.